# Grand Sommartel
Grand Sommartel är en kulle i Schweiz. Den ligger i kantonen Neuchâtel, i den västra delen av landet, 50 km väster om huvudstaden Bern. Toppen på Grand Sommartel är 1 337 meter över havet.